# Myzornis pyrrhoura
A Myzornis pyrrhoura a madarak osztályának verébalakúak (Passeriformes) rendjébe és az óvilági poszátafélék (Sylviidae) családjába tartozó Myzornis nem egyetlen faja.

## Rendszerezés
Besorolása vitatott, egyes rendszerezők a timáliafélék (Timaliidae) családjába helyezik.

## Előfordulása
Bhután, Kína, India, Mianmar és Nepál területén honos. A természetes élőhelye a szubtrópusi vagy trópusi nedves hegyvidéki erdőkben van.

## Megjelenése
Átlagos testhossza 12 centiméter. Tollazat nagy része világoszöld.